# III Giochi mondiali femminili
La terza edizione dei Giochi mondiali femminili (la prima con questa denominazione, in quanto in precedenza erano conosciuti come Giochi olimpici femminili) si tenne dal 6 all'8 settembre 1930 presso lo Stadion Letná di Praga, in Cecoslovacchia.

## La competizione
I Giochi furono organizzati dalla Federazione Sportiva Internazionale Femminile (International Women's Sports Federation) guidata da Alice Milliat in risposta alla bassa partecipazione di atlete donne ai Giochi olimpici di Amsterdam 1928.
Presero parte all'evento circa 200 atlete provenienti da 17 Paesi: Austria, Belgio, Cecoslovacchia, Francia, Germania, Regno Unito, Italia, Giappone, Lettonia, Paesi Bassi, Polonia, Svezia e Svizzera.
Il programma prevedeva 12 specialità di atletica leggera e vennero organizzate anche gare dimostrative di pallacanestro, pallamano, scherma, tiro e canottaggio.

## Risultati
| Specialità | Oro                                                          | Risultato | Argento                                                         | Risultato | Bronzo                                                                            | Risultato |
| --- | ------------------------------------------------------------ | --------- | --------------------------------------------------------------- | --------- | --------------------------------------------------------------------------------- | --------- |
| 60 m | Stanisława Walasiewicz                                       | 7"7       | Lisa Gelius                                                     | 7"8       | Kinue Hitomi                                                                      | 7"8       |
| 100 m | Stanisława Walasiewicz                                       | 12"5      | Tollien Schuurman                                               | 12"6      | Lisa Gelius                                                                       | 12"6      |
| 200 m | Stanisława Walasiewicz                                       | 25"7      | Tollien Schuurman                                               | 25"8      | Nellie Halstead                                                                   | 26"0      |
| 800 m | Gladys Lunn                                                  | 2'21"9    | Marie Dollinger                                                 | 2'22"0    | Brita Löven                                                                       | 2'24"8    |
| 80 m hs | Maj Jakobsson                                                | 12"4      | Gerda Pirch                                                     | 12"7      | Ursula Birkholz                                                                   | 12"7      |
| Staffetta 4×100 m | Germania Rosa Kellner Agathe Karrer Luise Holzer Lisa Gelius | 49"9      | Regno Unito Eileen Hiscock Ethel Scott Ivy Walker Daisy Ridgley | 50"5      | Polonia Alina Hulanicka Maryla Freiwald Stanisława Walasiewicz Felicja Schabińska | 50"8      |
| Salto in alto | Inge Braumüller                                              | 1,57 m    | Carolina Gisolf                                                 | 1,57 m    | Helma Notte                                                                       | 1,53 m    |
| Salto in lungo | Kinue Hitomi                                                 | 5,90 m    | Muriel Gunn                                                     | 5,76 m    | Selma Grieme                                                                      | 5,71 m    |
| Getto del peso | Grete Heublein                                               | 12,49 m   | Gustel Hermann                                                  | 12,12 m   | Liesl Perkaus                                                                     | 11,48 m   |
| Lancio del disco | Halina Konopacka                                             | 36,80 m   | Tilly Fleischer                                                 | 35,82 m   | Vittorina Vivenza                                                                 | 35,23 m   |
| Lancio del giavellotto | Liesel Schumann                                              | 42,32 m   | Augustine Hargus                                                | 40,99 m   | Kinue Hitomi                                                                      | 37,01 m   |
| Triathlon | Ellen Braumüller                                             | 198 p.    | Kinue Hitomi                                                    | 194 p.    | Ruth Svedberg                                                                     | 175 p.    |
| record mondiale; record mondiale stagionale; record africano; record asiatico; record europeo; record nord-centroamericano e caraibico; record sudamericano; record oceaniano; record dei campionati; record nazionale; record personale; record personale stagionale. |                                                              |           |                                                                 |           |                                                                                   |           |

## Classifica a punti

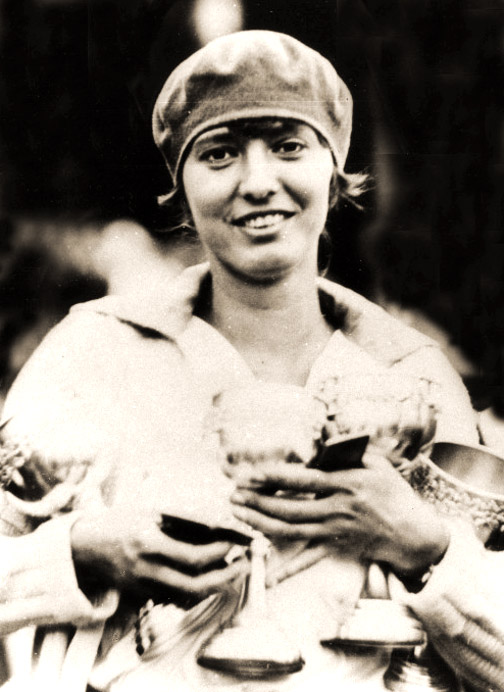
La polacca Halina Konopacka: medaglia d'oro nel lancio del disco

| Pos. | Paese       | Punti |
| ---- | ----------- | ----- |
| 1    | Germania    | 57    |
| 2    | Polonia     | 26    |
| 3    | Regno Unito | 19    |
| 4    | Giappone    | 13    |
| 5    | Svezia      | 10    |